# Caffè Shakerato

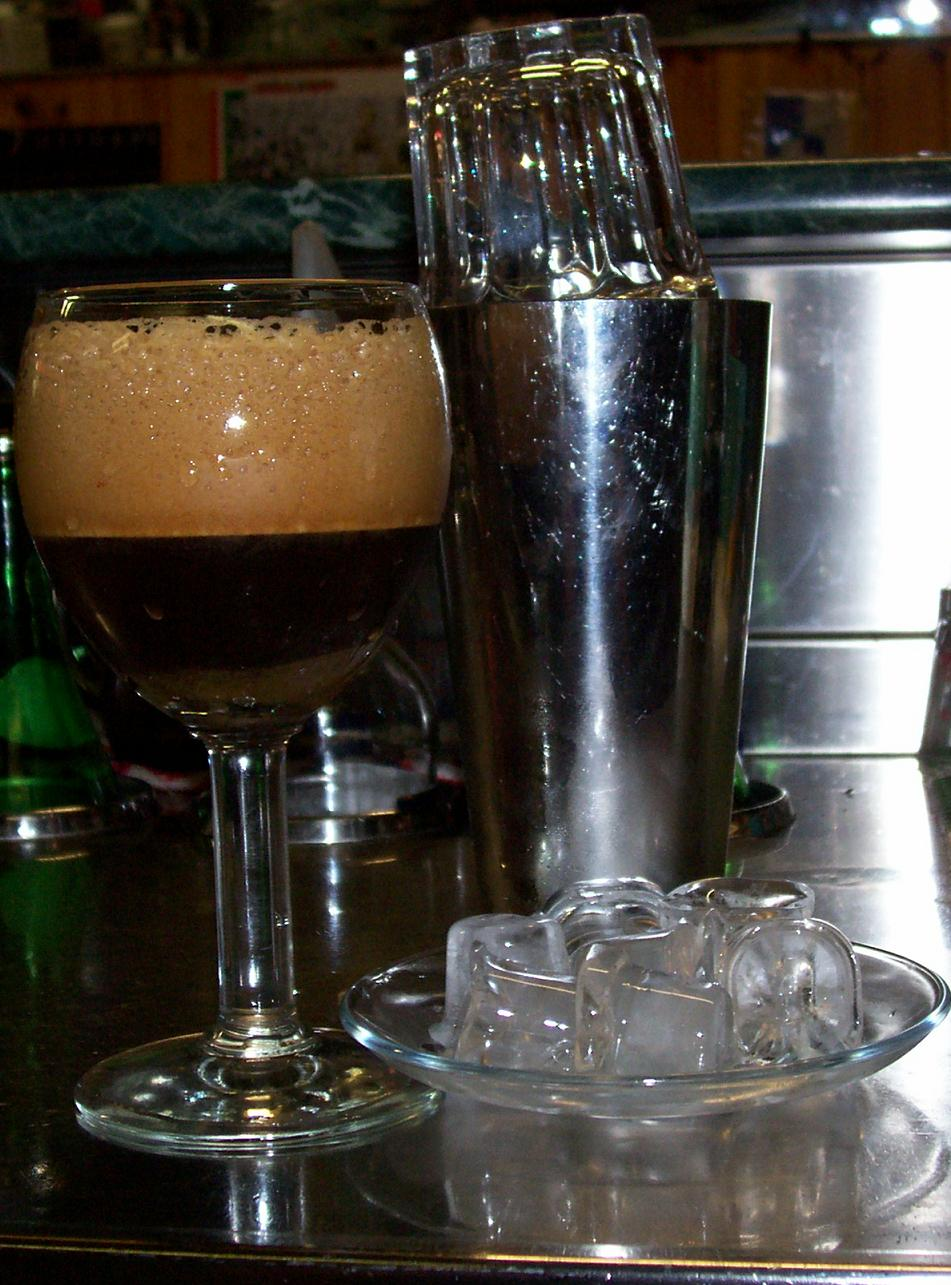
Caffè shakerato

Caffè Shakerato (italienisch „geschüttelter Kaffee“) ist ein Kaltgetränk aus Eis und Espresso, das in Italien als koffeinhaltiges Erfrischungsgetränk vor allem in den heißen Sommermonaten sehr beliebt ist.
Eiswürfel werden zusammen mit Espresso und Zucker in einem Cocktail-Shaker schaumig geschüttelt. Je nach Geschmack wird hierbei Vanille, Grappa oder ein Schuss Zitrone zugefügt. Der Caffè Shakerato wird üblicherweise in einem Cocktailglas oder einem Weinglas serviert. Der geschüttelte Kaffee kann auch mit Schokoladensauce oder Sahne serviert werden.